# Mircea Ciobanu (pictor)
Mircea Ciobanu (n. 15 aprilie 1950, București, România – d. 9 ianuarie 1991, Geneva, Geneva, Elveția) a fost un pictor, sculptor și scriitor român. 

## Scrieri
- 1995 - Estetica morții în limba română, Editura Mașina de scris - ediție postmortem îngrijită de Ada-Mihaela Ciobanu

- 1996 - Estetica morții în limba franceză, traducere de Micaela Slăvescu
- 1998 - Estetica morții, Editura Minerva Press, în limba engleză, traducere de Patricia Georgescu

## Premii
- 1988 - Academia Europeană de Arte din Franța îi acordă titlul de Doctor Honoris Causa.

## In memoriam
- 1993 - Expoziție retrospectivă la Basel sub patronajul ambasadorului român de la Berna;
- 1994 - Expoziție retrospectivă la Palatul Parlamentului;
- 1997 - filmul documentar Mircea Ciobanu și Magia albă a imaginii realizat de Televiziunea Română în colaborare cu Ada-Mihaela Ciobanu și Nicolae Ciobanu;
- 1997 - filmul de scurt metraj Mircea Ciobanu - Histoire d'un oeuvre engloutie (16 min);
- 2000 - Expoziție retrospectivă la Geneva;
- 2007 - ia ființă Asociația Culturală „Mircea Ciobanu: Memoire d'un artiste”.